# Sylvie (Universo cinematográfico de Marvel)
Sylvie Laufeydottir (nacida Loki) es un personaje ficticio interpretado por Sophia Di Martino en el Universo cinematográfico de Marvel (MCU), parcialmente basada en los personajes Lady Loki y Sylvie Lushton de Marvel Comics. Ella es una versión alternativa de Loki que lo ayuda a luchar para derrocar a la Autoridad de Variación Temporal (AVT). Ella espera destruir a la AVT y a Aquel que Permanece por robarle la vida, viéndose a sí misma como un agente del universo mismo. Más tarde se ve obligada a aliarse con una variante de Loki de 2012, de quien se enamora.
Di Martino debutó como el personaje en Loki (2021 - 2023). Su interpretación fue recibida positivamente entre críticos y fanáticos a pesar de la confusión inicial sobre su identidad. Por su interpretación de Sylvie, Di Martino recibió varios premios y nominaciones.

## Desarrollo

### Concepto y creación
Sylvie es un personaje original creado para el MCU inspirado en Lady Loki, una forma femenina del Loki original que debutó en Thor Vol. 2 # 80 después del evento Ragnarok, y Sylvie Lushton, la segunda iteración de Enchantress presentada en Dark Reign: Young Avengers # 1. En los cómics, Lushton es una chica de Broxton, Oklahoma, que recibe poderes mágicos cuando los asgardianos se apoderaron de su casa. Más tarde, se convirtió en miembro temporal de los Jóvenes Vengadores y en la llamada "Diosa de las travesuras", un apodo que el programa adaptó a Sylvie. Fatherly resumió el personaje así: "Si bien los cómics implican que alguna versión de Loki creó a Sylvie, no son el mismo personaje. Lo que la serie de Loki ha hecho aparentemente es combinar el personaje de Sylvie y Lady Loki en una nueva persona: una Variante de Loki que usa el alias 'Sylvie'".

### Casting
Di Martino audicionó para el papel con Hiddleston bajo los nombres falsos de "Bob" y "Sarah", y no fue hasta después que le dijeron qué papel interpretaría. Finalmente fue elegida en noviembre de 2019 con informes que indicaban que estaba interpretando una versión femenina de Loki de alguna forma. Según Di Martino, era importante hacer que el personaje fuera único y original al tiempo que conservaba los aspectos importantes de la personalidad de Loki. Herron presentó al personaje como "una historia de fondo completamente nueva en una historia completamente nueva" con su físico y gestos similares a los de Loki de Hiddleston. Herron quería que Di Martino eligiera el papel porque la forma en que "tiene este fuego en ella y aporta esta increíble vulnerabilidad a todos sus personajes", usándola para ayudar a crear a Sylvie como un Loki alternativo que puede defenderse sin quitarle la atención. de su contraparte alternativa. Hiddleston expresó su entusiasmo por que Di Martino asumiera el papel y comentó: "No puedo esperar a que el público vea a Sophia en esto... tiene picardía, alegría, tal vez un poco de fragmentación interior y algunas emociones rotas... pero [ella es ] tan comprometida y lo hizo completamente suyo [con] su propia preparación e investigación y fue una dinámica muy divertida". Hiddleston amplió sus comentarios al decir: "Creo que para Loki, sería bastante desestabilizador" conocer una versión alternativa de sí mismo.

### Caracterización
La intención del creador Michael Waldron con Sylvie era que desempeñara un papel en la autorrealización y redención de Loki de la representación del villano en películas anteriores con Waldron comentando que "al conocer a Sylvie y tener un espejo frente a él, por primera vez siente [afecto] por sí mismo... en Sylvie, ve cosas para admirar en sí mismo". En el programa, Sylvie es el interés amoroso de Loki, una idea formada en los primeros lanzamientos del programa por parte de Waldron, quien quería que su relación renuente con ella desarrollara su personaje con "la esperanza de que tal vez también se trate de que aprenda a perdonarse a sí mismo". Waldron también agregó: "Sophia es increíble, una tremenda actriz... Supongo que sabes lo que la convierte en un gran complemento para Tom... [se ve en todas partes]". Ante las dudas sobre el romance entre Loki y Sylvie, Hiddleston elogió ese hilo del personaje al explicar: "No creo que la relación de Loki consigo mismo haya sido muy saludable... fue satisfactorio verlo enfrentar aspectos de los que está huyendo... .también, Sylvie no es Loki. Silvia es Silvia. Eso también es interesante". Herron también descubrió que ella era su interés romántico único: "... [hay] algo divertido al respecto. Ella es él, pero ella no es él. Han tenido experiencias de vida tan diferentes. Entonces, solo desde una perspectiva de identidad, fue interesante profundizar en eso". Ella agregó: "La mirada que comparten, ese momento, [comenzó como] una amistad floreciente. Luego, por primera vez, ambos sienten una punzada de 'Oh, ¿podría ser esto algo más? ¿Que es esto que estoy sintiendo?' 
Rachel Paige de Marvel.com definió a Sylvie como "increíblemente protegida con altos muros construidos a su alrededor para protegerse de todo, tanto de peleas físicas como de sentimientos". El arco del personaje buscaba derribar estos muros mientras mantenía un enfoque en la venganza contra la TVA que superaba todos los demás aspectos de su desarrollo. Di Martino notó la máxima tristeza del personaje en los momentos finales del final de la primera temporada " For All Time. Always": "Ella lo mata, simplemente está completamente insatisfecha. No hizo lo que ella quería hacer... ella no siente ese alivio". Según Herron, Sylvie está impulsada por la venganza, el dolor y la ira, una contraparte de Loki en Thor (2011). De su arco en la primera temporada, comentó: "Loki le dice: 'No vas a conseguir lo que quieres'. Pero ella no está allí todavía. En su viaje de autocuración, ella no está donde él está". A pesar de esto, Herron declaró que sus sentimientos, capturados en el beso entre ella y Loki, eran genuinos, pero sus otros sentimientos los superaron, lo que la llevó a la traición y a la voluntad de acabar con la TVA de una vez por todas: "Creo que definitivamente se preocupa por él". pero siempre interpretó el beso como un adiós. No creo que sea necesariamente un truco completo y no creo que sus sentimientos fueran un truco". Di Martino, al comentar sobre el final de la primera temporada, descubrió que "para Sylvie, ella solo está en una misión de venganza" debido a "tener su vida... arruinada, [quitada de ella], este tipo de ira. Y si quieres pensarlo en estos términos, su 'propósito glorioso'", y agrega que está "empeñada" en su misión a lo largo de la serie.
Al igual que Loki, es bisexual, un aspecto que Herron y Di Martino consideraron importante para la representación y para honrar la mitología nórdica del personaje. Muchos medios de comunicación, incluido Los Angeles Times, notaron la forma en que esta inclusión imita los cómics y encontraron el detalle como "un gran paso para el MCU, que durante años ha sido criticado por su pésimo historial en lo que respecta a la inclusión LGBTQ".

## Biografía del personaje ficticio

### Orígenes
De manera similar a la variante de 2012 de Loki, Loki nació como un Gigante de Hielo y fue abandonado cuando era un bebé por su padre Laufey. Siendo una niña, mientras emula un rescate de Asgard con sus juguetes, Loki es arrestada por Ravonna Renslayer (entonces conocida como Hunter A-23) en nombre de la AVT por "crímenes contra la Sagrada Línea de Tiempo". Antes de ser juzgada, escapa a través del tiempo usando el TemPad de Renslayer, Loki aprende a esconderse de la AVT durante los siglos siguientes cerca de eventos apocalípticos, donde sus acciones no pueden cambiar la línea de tiempo, adoptando el alias "Sylvie" mientras busca "liberar" la Sagrada Línea de la TVA, desarrollando un método de posesión del cuerpo para lograr sus fines.

### Bombardeo de la Sagrada Línea
Después de matar a varios equipos de Minuteros de la AVT y robar sus cargos de reinicio, Sylvie es rastreada por una versión alternativa de sí misma durante un huracán en Alabama en 2050, donde, al rechazar su oferta de trabajar juntos para derrocar a los Guardianes del Tiempo y revelarse a él, ella ejecuta su plan; teletransportando las cargas que robó a varios lugares en el tiempo, "bombardea" la sagrada línea y envía a la línea de tiempo al caos para distraer a la AVT para que pueda asesinar a los Guardianes del Tiempo. Se teletransporta a la AVT a través de una puerta del tiempo y Loki la sigue.

### Lamentis-1 y la vinculación con Loki
En la sede de la AVT, Sylvie y Loki se enfrentan a Renslayer. Mientras Sylvie amenaza con matar a Loki, Loki usa un TemPad para teletransportarlos a la luna Lamentis-1 en 2077, mientras está siendo destruida por un planeta que cae. Después de que Loki rompe accidentalmente el TemPad, Sylvie y Loki unen fuerzas para escapar de la luna, haciéndose pasar por un guardia y su prisionero para subir a un tren de evacuación, donde Sylvie y Loki se unen mientras beben y hablan sobre las diferencias de su pasado. Después de ser descubiertos y arrojados del tren, Sylvie y Loki planean secuestrar la nave de evacuación, que según la "Sagrada Línea del Tiempo" será destruida antes de abandonar la luna, solo para fallar en el intento. Sylvie le cuenta a Loki que todos en la AVT son variantes que buscan otras variantes, a lo que Loki le revela a Sylvie que la mayoría de las variantes que trabajan para TVA, incluidos Mobius M. Mobius y Hunter B-15, no saben que ellos mismos son variantes.

### Enfrentando a los Guardianes del Tiempo
Con el TemPad roto, Sylvie y Loki llegan a la paz ante sus muertes inminentes. Después de que la pareja forma un vínculo romántico que genera un evento Nexus perpendicular a la sagrada línea del tiempo, son arrestados por la AVT, y Hunter B-15 lleva en secreto a Sylvie a RoxxCart en 2050 para conocer la verdad sobre ella y su vida antes de la AVT. Loki y Sylvie son llevados ante los Guardianes del Tiempo, acompañados por Renslayer y un grupo de Minuteros. Hunter B-15 interviene, liberándolos de sus collares, y en la pelea que sigue, los Minuteros mueren mientras Renslayer queda inconsciente por Sylvie. Sylvie luego decapita a uno de los Guardianes del Tiempo y descubre que todos son androides. Renslayer recupera la conciencia y borra a Loki de la existencia justo cuando se prepara para contarle a Sylvie sus sentimientos por ella.

### El vacío
Sylvie le exige la verdad a Renslayer, quien desconoce tanto como ella la creación de la AVT. Le dice a Sylvie que Loki no fue asesinado sino enviado al Vacío al Final del Tiempo cuando fue podado; ella deduce que quienquiera que esté más allá del Vacío es el verdadero creador de la AVT. Ella se poda y se reúne con Mobius, quien la lleva a Loki y otras variantes del mismo para hacer un plan para escapar de Alioth, una entidad parecida a una nube monstruosa que consume materia y que controla el lugar. Ella y Loki combinan sus poderes para encantar a Alioth, mientras que Classic Loki gana tiempo distrayendo a la criatura con una ilusión de Asgard, sacrificándose en el proceso. Loki y Sylvie someten con éxito a Alioth y superan el Vacío. Al darse cuenta de una ciudadela en la distancia, la pareja camina hacia ella.

### Enfrentando a Aquel que Permanece
Al ingresar a la Ciudadela del Fin de los Tiempos, Loki y Sylvie se encuentran con Miss Minutes, quien fue creada directamente por el creador de la AVT. Ella les ofrece la oportunidad de escapar al arreglar un trato que les permitiría volver a colocarlos en la línea de tiempo y vivir una vida en la que se cumplan todos sus deseos. Rechazan su oferta, dándose cuenta de que es el destino el que los llevó al final de los tiempos. Conocen al verdadero creador de la AVT, un hombre llamado "Aquel que Permanece" que no puede ser asesinado por los esfuerzos de Sylvie porque sabe todo lo que sucederá en el futuro. Revela que creó la AVT al poner fin a una guerra multiversal librada por sus variantes. Al sentir que ha cumplido su misión, les ofrece a ambos 2 opciones: matarlo, terminar la "sagrada línea..." y desatar otra guerra multiversal o convertirse en los dueños de la AVT y administrar el flujo del tiempo. Loki y Sylvie discuten sobre si matarlo o no, sabiendo que él no tiene conocimiento de lo que sucederá después de cierto punto. Tras una tensa pelea, Loki le confiesa que solo quiere que este a salvo y aunque ella lo besa y reconoce su conexión, Sylvie lo envía a una versión de la sede de la AVT a través de un TemPad. Con el fin de vengarse de todo el sufrimiento que la AVT le provocó y creyendo que los está engañando, Sylvie mata a "Aquel...", quien le dice que "la verá pronto". Pero al darse cuenta de que no estaba mintiendo sobre los orígenes de la AVT, observa angustiada cómo se ramifican muchas líneas de tiempo y se crea un multiverso.

### Nueva vida
Después de cumplir su propósito, Sylvie viaja en una línea temporal ramificada a Broxton, Oklahoma en 1982, y visita un restaurante McDonald's; se queda a vivir en ese lugar y se convierte en una proactiva trabajadora de ese restaurante. En uno de sus turnos, se vuelve a encontrar con Loki, quien le comenta que esta sufriendo un "desfase temporal" y le cuenta que la encontrará en el futuro de la AVT, pero ella no quiere saber nada con la AVT. Pero al enterarse de que minuteros de la AVT liderados por la General Dox está usando TemPads como detonadores para destruir múltiples líneas de tiempo a la vez, vuelven a unir fuerzas y detienen su operación, capturando a Dox, pero varios de sus Minutemen leales logran escapar después de destruir la mayoría de las ramas. Loki la persuade de mantenerse segura con él, pero Sylvie le hace ver que la AVT ya no tiene salvación y regresa a su línea de tiempo. 

### Regreso a la acción
Sin embargo, usando el TemPad de "Aquel...", descubre que Loki y Mobius han encontrado a Victor Timely, un científico que resulta ser una variante de Aquel que Permanece; viaja hasta Chicago en 1893 donde lo persigue con el fin de matarlo para evitar su ascenso al poder pero Loki trata de racionar con ella explicándole que lo necesitan para reparar el Telar que mantiene estable todas las líneas temporales y evitar su destrucción. Después de que Sylvie acorrala a Timely, él la convence de que él no es como sus otras variantes y le permite a Loki llevarlo de regreso a la AVT, luego envía a Renslayer y Miss Minutes, que también buscaban a Timely a la Ciudadela al fin de los Tiempos. 
Sylvie regresa a la sede de la AVT donde observa cómo Loki y sus aliados intentan utilizar a Timely y el multiplicador de rendimiento de Ouroboros para solucionar el fallo catastrófico del Telar Temporal. En un momento, se enoja con Mobius cuando evade la gravedad del asunto y lo confronta por su miedo a saber su verdadero origen; sin embargo Loki logra que cambie de opinión al hacerle ver que deben salvar las vidas de todas las líneas y que tenga esperanza de que la AVT será mejor para todos. Cuando descubren que Renslayer y Miss Minutes quieren controlar la AVT secuestrando a Timely, parte en su rescate, donde observa al Loki del pasado siendo podado por el Loki del presente. Ambos le piden a Ouroboros que desactive a Miss Minutes y los dispositivos de supresión de magia de la AVT. Esto le permite a Sylvie encantar a Brad Wolfe, controlándolo para podar a Renslayer. Timely es rescatado y puede restaurar el acceso al Telar Temporal, pero el aumento de la radiación temporal del Telar lo espaguetiza antes de que pueda lanzar el Multiplicador de Rendimiento. Sylvie y los demás observan como el Telar Temporal explota. 

### Aceptando el propósito de Loki
Sylvie sobrevive a la explosión y regresa a su línea de tiempo; se reencuentra con Loki que le cuenta sobre su plan para salvar a la AVT habiendo descubierto las verdaderas vidas de Mobius, B-15, Casey y Ouroboros. Al negarse a ayudar haciéndole ver que todos han regresado a sus vidas, Sylvie consigue que Loki admita su verdadera motivación: quiere recuperar a sus amigos y teme estar solo, animándolo a que ahora puede escribir su propia historia. Sin embargo, su realidad se espaguetiza, entendiendo el peligro del que le advertía Loki. Regresa con él pero desaparece cuando su realidad también se espaguetiza, aunque regresa cuando Loki puede controlar su desfase temporal.  
Sus versiones son testigo de cómo Loki intenta reparar el Telar Temporal sin éxito, incluso cuando Loki regresa al momento de su encuentro con Aquel que Permanece. Finalmente habla con él en la realidad de Doug donde le cuenta de su situación, infiriendo que debe ser asesinada para evitar el colapso de la Sagrada Línea. Aunque le infiere que mantenga el libre albedrío y que no busque reemplazar a Aquel que Permanece para seguir causando daño, esto le hace ver a Loki que existe una manera de hacer las cosas mejor. Así, la Sylvie del presente observa cómo Loki usa sus poderes para destruir el Telar, revivir las líneas de tiempo muertas y reorganizarlas en una estructura con forma de un árbol, tomando el lugar de "Aquel..." al final del tiempo, entendiendo que les está dando una oportunidad antes de la guerra que se puede desatar. Cuando la AVT regresa a la normalidad, Sylvie acompaña a Mobius en su verdadera vida antes de seguir viviendo la vida que tanto anheló.  

## Apariencia
Di Martino, Herron, la diseñadora de vestuario Christine Wada y la estilista Amy Wood diseñaron su look para que fuera lo más práctico posible y reconocieron que la vida del personaje es un "trabajo sucio" para alejarse de los estereotipos femeninos en películas como los tacones altos. La apariencia estaba destinada a reflejar que "este personaje [estar] huyendo... [no es] una existencia cómoda", según Di Martino y lo exhibió a través de su apariencia inicial desaliñada. El cuerno roto de su casco se inspiró en el tocado de Lady Loki en los cómics y para mostrar cuán ruidosa era su vida antes de conocer a Loki, y cómo está prácticamente "rota" por dentro. Debido al embarazo de Di Martino durante el rodaje, su disfraz se modificó con cremalleras ocultas para que pudiera amamantar a su bebé entre toma y toma. De esto, Martino dijo: "Pequeñas (grandes) cosas como esta que me hicieron posible hacer mi trabajo y ser madre... [estoy] eternamente agradecida" y que '... fueron solo las pequeñas cosas y simplemente ahorraron mucho tiempo. Prácticamente, fue un regalo del cielo".
Screen Rant descubrió que, a pesar de los problemas anteriores en el MCU con disfraces incómodos o sexualización innecesaria, llegó a la conclusión de que "usar atuendos reveladores mientras lucha contra el crimen simplemente no tiene sentido, y es bueno que Marvel reconozca que [este] es un gran comienzo, por lo que parece que el estudio al menos está tratando de salvar a sus héroes de malos disfraces". Para que su apariencia coincidiera con la vida que llevaba antes de conocer a Loki, ella y Hiddleston encontraron formas de incorporar su acento nativo para contrastar con el de Loki y mantener el acento asgardiano. Di Martino dijo sobre esto: "Pequeñas cosas como mantener más mi acento regional y no tratar de sonar demasiado elegante o demasiado bien hablado [se incorporaron] porque simplemente no encajaría con la experiencia que tuvo Sylvie".

## Recepción

### Respuesta crítica
El personaje fue recibido positivamente entre críticos y fanáticos a pesar de las dudas iniciales debido a la confusión sobre su identidad. En una reseña de "Lamentis", Nola Pfau tomó nota de cómo "Sylvie ha renunciado a mucho en este camino... su insistencia en no ser llamada Loki es interesante" y agregó que pinta "la imagen de una persona que sabe ella misma, a pesar de lo que los demás puedan pensar que es... ella ha tenido que luchar para vivir como ella misma" y la llamó trágica pero también agradable. Escribiendo para IGN, Simon Cardy descubrió que Di Martino "interpretó el papel maravillosamente, aportando un sentido conmovedor de humanidad" en una escena entre ella y Hiddleston en " Journey into Mystery ". Lauren Puckett-Pope de Elle dijo sobre el personaje: "Sylvie, como el amor por el que se vuelve poética, es complicado". Con respecto a la variante de Loki, Sylvie, de la serie de televisión Loki, Empire consideró al personaje "un nuevo favorito instantáneo". Eliana Dockterman de Time consideró a Sylvie un personaje "matriculado y convincente", y agregó que "será un verdadero fastidio si todo lo que sale mal en el MCU durante la próxima década será 'culpa de Sylvie'", según sus acciones en el episodio " For All Time. Always". Para Simon Cardy de IGN, las elecciones de Sylvie en el episodio mencionado "tienen mucho sentido para el desarrollo de su personaje", mientras que para Rolling Stone la impulsó la venganza. Brady Langmann de Esquire opinó que el turno de Di Martino como Sylvie "ya ha superado con creces muchas de las representaciones de mujeres de Marvel".
El personaje también fue popular entre los fanáticos, con Di Martino siendo la número uno en "STARmeter" de IMDb durante la transmisión de la primera temporada. Screen Rant descubrió que esto era "un verdadero testimonio de cómo Marvel puede elegir a un actor relativamente desconocido y lanzarlo al estrellato inmediato a través de la MCU". Deseret News encontró a Sylvie como la "MVP" del programa debido a que "hizo más que cualquier otro personaje en este programa" y cómo el personaje "impulsó la mayor parte de la historia". Ella fue la que quería derribar la Autoridad de Variación Temporal y terminar con la Sagrada Línea del Tiempo. Ella quería crear el libre albedrío. Y ella hizo todo eso".

#### Relación con Loki
Algunos criticaron el programa por la relación de Loki y Sylvie, llamándolo "autocesto" a pesar de que Waldron lo sintió como una adición necesaria al programa para promover el desarrollo de su carácter y amor propio. El crítico de cultura de la BBC, Stephen Kelly, calificó la relación como "una de las ficciones de fanáticos más perversas que Internet haya visto jamás" al especular sobre el futuro del programa en una reseña de "The Variant". Christian P. Haines, filósofo y profesor asistente de inglés en la Universidad Estatal de Pensilvania, discutió con Gizmodo las implicaciones del romance y afirmó que "la pregunta es menos, '¿cuenta esto como incesto?', y más 'qué pasaría si esto realmente ¿Se relajaron las reglas sociales básicas? . . . ¿El caos enturbiaría el multiverso? ¿O serían las cosas más o menos lo mismo, excepto que no daríamos por sentado ni siquiera las reglas sociales y culturales más básicas? Eso me parece una proposición muy Loki: no una revolución, en realidad, más una ironía mordaz que socava las suposiciones autosuficientes sobre la naturaleza humana o lo que significa ser 'civilizado'. Haines encontró un problema con la forma en que las personas "se emocionan por la transgresión que esto representa", pero elogió la exploración de uno mismo que presentó el programa. Andi Ortiz de TheWrap consideró que la relación era "un poco difícil de hacer que funcionara a largo plazo", pero la elogió en su conjunto con una nota sobre las actuaciones de Hiddleston y Di Martino para que funcionara: "Loki y Sylvie han... pasado por una mucho... compartieron secretos y desnudaron sus almas el uno al otro. Y claramente, Tom Hiddleston y Sophia Di Martino tienen la química adecuada como actores".

## Futuro
Sobre el posible regreso de Sylvie en la segunda temporada de Loki, Di Martino dijo en julio de 2021 que estaba al tanto de los "rumores" pero que no había "escuchado oficialmente si estaba sucediendo". En 2022, Tom Hiddleston declaró que "todo el elenco" regresará para la segunda temporada.